# Erica leptoclada
Erica leptoclada är en ljungväxtart som beskrevs av Heurck och Muell. Arg. Erica leptoclada ingår i släktet klockljungssläktet, och familjen ljungväxter. Utöver nominatformen finns också underarten E. l. aristata.